# Delahaye 18–24 CV
Der Delahaye 18–24 CV war eine Pkw-Modellreihe des französischen Automobilherstellers Delahaye. Dabei stand das CV für die Steuer-PS. Zu dieser Modellreihe gehörten: 
- Delahaye Type 22 (1904–1910)
- Delahaye Type 44 (1911–1914)